# Конту (Кызылординская область)
Конту (каз. Көнту) — станция в Аральском районе Кызылординской области Казахстана. Входит в состав Саксаульского сельского округа. Находится примерно в 41 км к северо-западу от районного центра, города Аральска. Код КАТО — 433257400.

## Население
В 1999 году население станции составляло 116 человек (55 мужчин и 61 женщина). По данным переписи 2009 года, в населённом пункте проживали 173 человека (90 мужчин и 83 женщины).